# تورلا
تورلا (بالإنجليزية: Turla)‏ ويُعرف أيضًا باسمِ يوروبوروس (بالإنجليزية: Uroboros)‏ هو برمجيّة (أو برمجيّات) خبيثة من نوعِ حصان طروادة يشتبه باحثو أمن الكمبيوتر وضباط المخابرات الغربيّة بأنهُ نتاجُ وكالة حكومية روسيّة تحملُ الاسم نفسه.

## البرمجيات الخبيثة
استهدفَت وتستهدفُ برمجيّة تورلا الخبيثة الحكومات والجيوش منذ عام 2008 على الأقل. بحلول كانون الأول/ديسمبر 2014، تمكَّن باحثون أمنيون من فحصِ البرمجيّة وتتبعها فتبيَّنَ أنها تستهدفُ أنظمة التشغيل التي تعملُ بنظامِ لينكس.

## الأسماء
عُرفَت هذه البرمجيّة الخبيثة في البدايةِ باسمِ يوروبوروس لكنّها اشتهرت لاحقًا باسمِ تورلا ويُرجِّحُ ناشطون في مجال الأمن السيبراني وضباط من دول غربيّة على رأسها الولايات المتحدة أنَّ الفيروس من برمجة وتطوير مجموعة حكوميّة روسيّة تحملُ الاسم ذاته. وصفَ الباحث دان جودين من الموقع التقني المعروف آرس تكنيكا مطوّرو برمجيّة تورلا الخبيثة «بالجواسيس الروس». تحملُ هذه البرمجيّة الخبيثة أسماء أخرى من قَبيل سنايك (بالإنجليزية: Snake)‏ وكريبتون (بالإنجليزية: Krypton)‏ وفينوموس بير (بالإنجليزية: Venomous Bear)‏ وعادةً ما تُسمّى الهجمات التي تتمُّ عبر هذه البرمجيّة (وغالبيّتها هجمات روسيّة) بمثلِ هذه الأسماء.